# Henric Seldener
Henric Johan Frithiof Seldener, född 31 mars 1829 i Göteborg, Göteborg och Bohus län, död 4 december 1880 i Oskarshamns församling, Kalmar län, var en svensk organist. Han var far till Herman Seldener.

## Biografi
Seldener ägnade sig från ungdomen med hänförelse åt orgelspelet och ansågs på sin tid som Sveriges främste Bachspelare. Han var domkyrkoorganist i Göteborg 1854–1866 och därefter tullförvaltare i Oskarshamn.